# Seaxburh regina del Wessex
Seaxburh (... – 674 circa) fu regina del Wessex (regno anglosassone nell'Inghilterra altomedievale), regnando insieme al marito Cenwalh dal 672 al 674.
Potrebbe essere la stessa Seaxburh che sposò Eorcenberht del Kent. Se così fosse, lei sarebbe la figlia di Anna dell'Anglia orientale e sorella di San Æthelthryth. Se così fosse, lei divenne poi badessa dopo la morte di Cenwalh, anche se alcune fonti dicono che sarebbe morta nello stesso anno del marito, cioè nel 674. Un'altra possibilità è che lei abbia regnato da sola dopo la morte del marito.